# Foveavirus
Genre
Espèces de rang inférieur
- espèce-type : Apple stem pitting virus

Foveavirus est un genre de virus de la famille des Betaflexiviridae, sous-famille des Quinvirinae, qui comprend huit espèces acceptées par l'ICTV.
Ces virus infectent des plantes (phytovirus). Ce sont des virus à ARN simple brin à polarité positive, rattachés au groupe IV de la classification Baltimore. Les virions sont en forme de filaments flexueux. 

## Étymologie
Le nom générique, « Foveavirus », est dérivé du latin « fovea », signifiant « trou, dépression », en référence aux symptômes induits par l'espèce-type, Apple stem pitting virus.

## Caractéristiques
Les virions, non enveloppés, sont en forme de filaments flexueux, à symétrie hélicoïdale, mesurant de 12 à 13 nm de diamètre sur 800 nm de long.
Le génome est constitué d'une molécule d'ARN monocaténaire (à simple brin) de sens positif de 8,4 à 9,3  kb, qui code 5 protéines. L'extrémité 3' est polyadénylée et l'extrémité 5' est coiffée.

## Liste des espèces et non-classés
Selon NCBI (2 février 2021) :
- Apple stem pitting virus (ASPV)
- Apricot latent virus (ALV)
- Asian prunus virus 1 (APV 1)
- Asian prunus virus 2 (APV 2)
- Grapevine rupestris stem pitting-associated virus (GRSPaV)
- Grapevine virus T (GV T)
- Peach chlorotic mottle virus (PCMV)
- Rubus canadensis virus 1 (RuCV 1)
- non-classés
  - Apple green crinkle associated virus
  - Apricot chlorotic leaf spot virus
  - Asian prunus virus 3
  - Camellia ringspot associated virus 4
  - Cherry virus B
  - Cymodocea nodosa foveavirus 1
  - Grapevine foveavirus A
  - Maize associated foveavirus
  - Prunus mume foveavirus
  - Rubus virus 1